# Yli-Ii

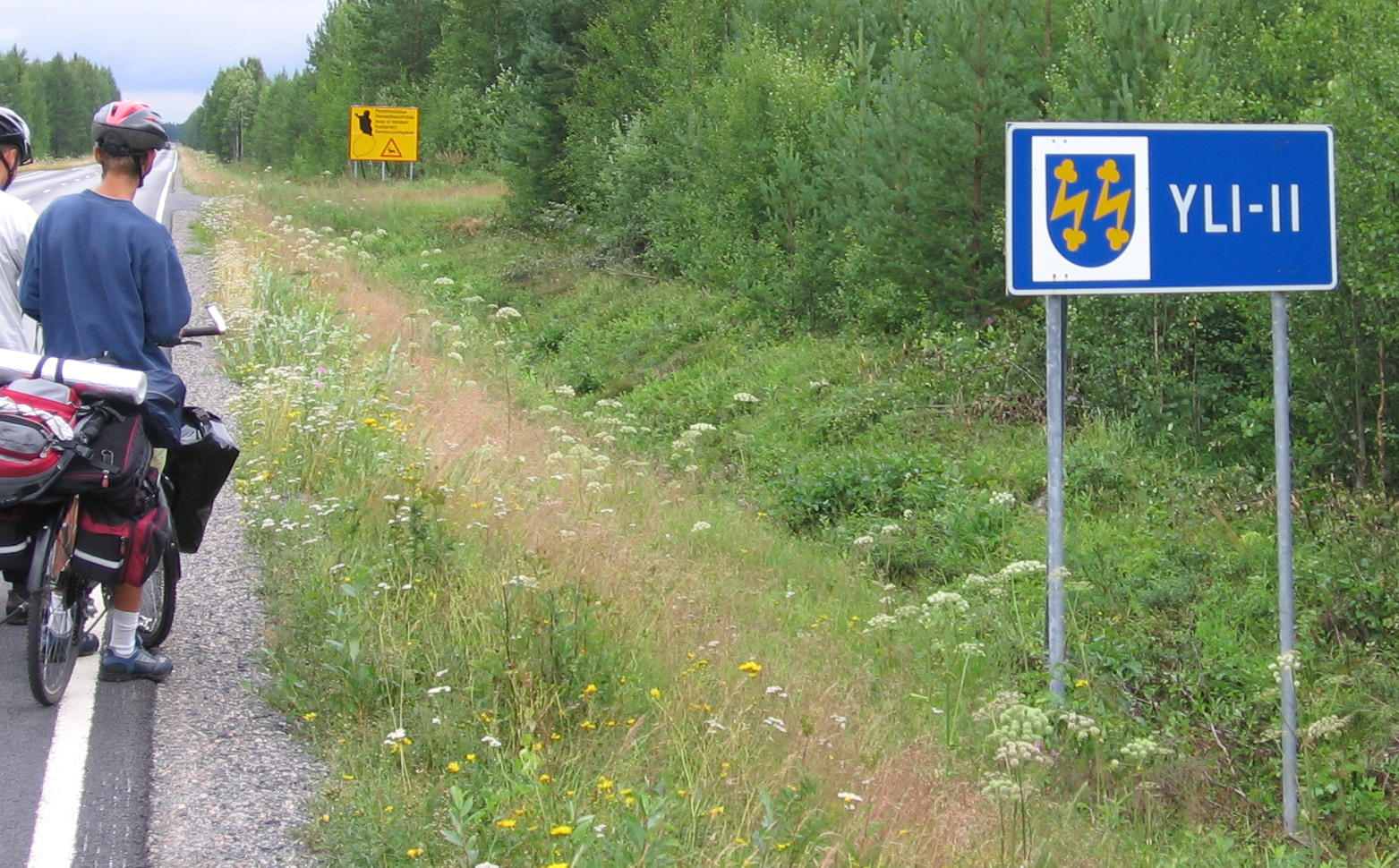
Wjazd do Yli-Ii

Yli-Ii (szw. Överijo) – dawna gmina w Finlandii, w prowincji Oulu, w regionie Pohjois-Pohjanmaa. Powierzchnia gminy wynosi 795,39 km² (w tym 25,78 km² jezior), w 2010 roku zamieszkiwało ją 2190 mieszkańców, w większości narodowości fińskiej. 
1 stycznia 2013 wraz z Oulunsalo, Haukipudas oraz Kiiminki Yli-Ii zostało włączone w granice miasta Oulu. Jako dzielnica (suuralue) otrzymało numer porządkowy 50. Pod koniec 2022 roku dzielnicę zamieszkiwało 1501 osób.
Dzielnica podzielona jest na 3 mniejsze dzielnice (alue):
- Yli-Ii (1196 mieszkańców)
- Tannila (187 mieszkańców)
- Pahkala (118 mieszkańców)